# Agression sexuelle au Japon
Pour un article plus général, voir Agression sexuelle.
Cet article fait état du crime d'agression sexuelle au Japon et des règles qui la concernent. 

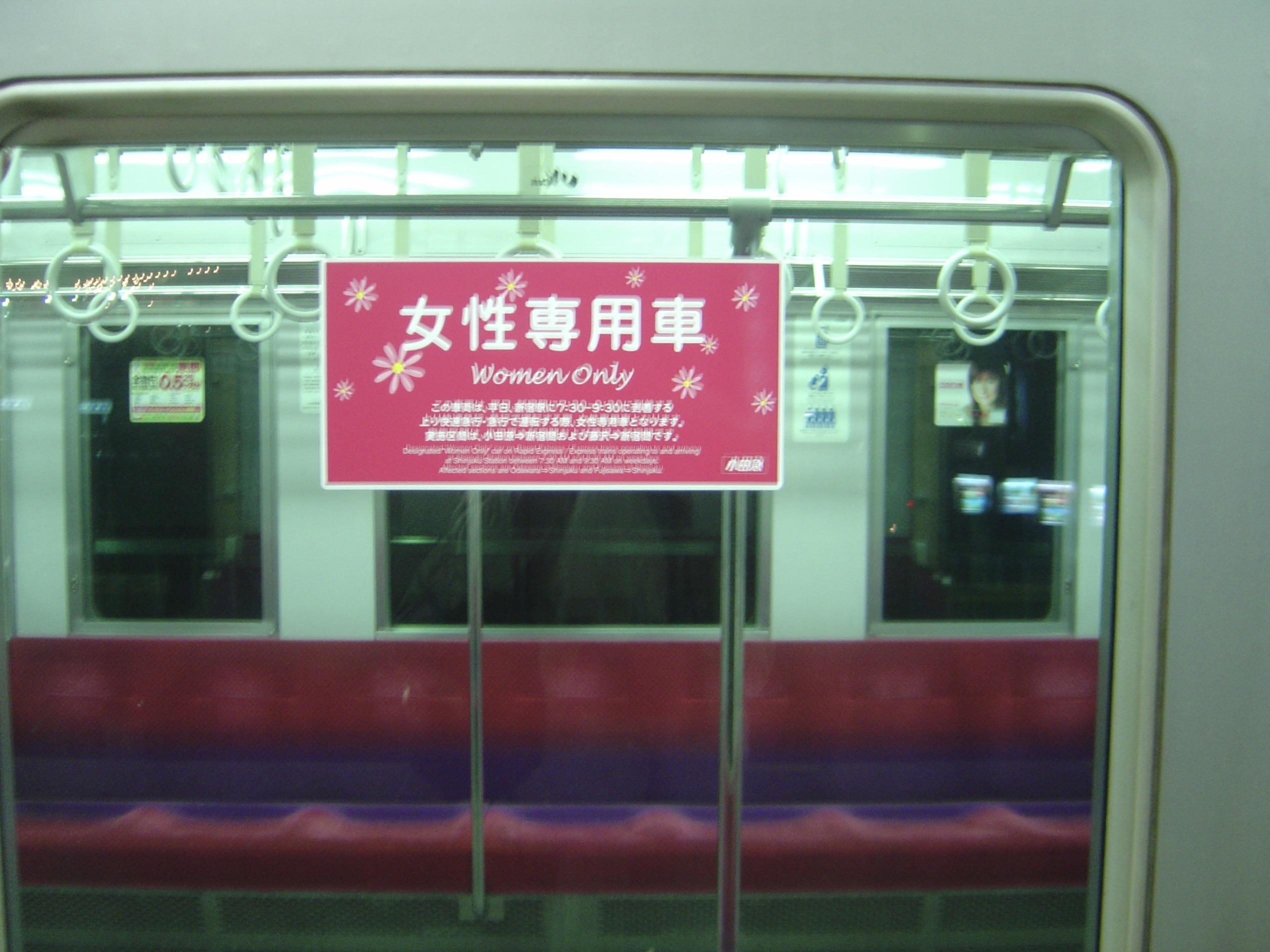
Voiture réservée aux femmes aux heures de pointe dans un train régional entre Tokyo et Hakone.

## Agressions dans les transports en commun
Au Japon, les femmes sont particulièrement victimes des chikan, terme utilisé fréquemment au Japon pour désigner les auteurs d'attouchements sur les femmes et les jeunes filles dans les transports en commun. Ce phénomène va d'attouchements discrets dans les métros bondés, jusqu'au viol durant les heures tardives de la nuit.
Ce phénomène est malheureusement très répandu, plusieurs compagnies ferroviaires ont d'ailleurs réservé aux femmes certaines voitures durant les heures de pointe pour protéger les passagères. Certaines voitures de métro ou de train à Tokyo et dans le Kansai sont désormais interdites aux hommes. Beaucoup de guides signalent ce problème et conseillent vivement aux voyageuses non accompagnées de rester sur leurs gardes.
Kumi Sasaki, jeune japonaise installée à Paris raconte dans Tchikan ses années d’écolière victime de harcèlement sexuel dans le métro de Tokyo. « Kumi Sasaki bascule dans le monde des tchikan, ces prédateurs sexuels avides d’attouchements et de caresses qui peuvent aller jusqu’au viol, comme elle le raconte dans un livre effarant.

## Statistiques
Le phénomène du chikan au Japon, que l’on pourrait assimiler aux « frotteurs » des réseaux franciliens, responsables de 267 000 agressions en 2014 et 2015, est loin d’être anecdotique ».
En 2004, on recensait 2 201 cas de harcèlement à Tokyo.

## Loi japonaise
Le Parlement a réformé la loi de 1907 relative aux infractions sexuelles, inchangée jusqu’en 2017.
Au lieu de trois ans d'emprisonnement, les violeurs encourent désormais cinq ans. De plus, la définition du viol a été élargie aux pénétrations sexuelles autres que les pénétrations d'un vagin par un pénis. En outre, les autorités pourront lancer des enquêtes sans dépôt de plainte au préalable. Enfin, les hommes pourront être déclarés victimes.
La loi condamne les délits d'attouchements sexuels dans le métro d'une amende de 50 000 yens.